# ویکتوریا فیودورووا
ویکتوریا فیودورووا (انگلیسی: Victoria Fyodorova; ۱۸ ژانویهٔ ۱۹۴۶ – ۵ سپتامبر ۲۰۱۲) بازیگر، نویسنده، فیلم‌نامه‌نویس، و بازیگر سینما اهل روسیه و ایالات متحده آمریکا بود.